# 小嶋斗偉
To-y（トーイ、1999年12月8日 - ）は、日本の男性プロレスラー。本名・旧リングネーム、小嶋 斗偉（こじま とうい）。埼玉県出身。DDTプロレスリング所属。血液型O型。

## 経歴
- 2020年12月27日、DDT後楽園ホール大会 vs 岡谷英樹 でデビュー。
- 2021年6月6日、さいたまスーパーアリーナで開催されたCyberFight Festival 2021にて左肘を脱臼、欠場となる。
- 2021年11月3日、DDT大田区総合体育館大会にて復帰。石田有輝より自力初勝利を挙げる。
- 2021年11月6日、DDT横浜ラジアントホール大会にてかねてより望んでいたユニット「The37KAMIINA」への加入が認められる。
- 2022年6月25日、DDT横浜ラジアントホール大会にて行われたKO-D10人タッグ王座選手権試合においてThe37KAMIINAの一員として王者・DDTレジェンド軍のタノムサク鳥羽より直接勝利、自身初の王座戴冠となる。
- 2022年9月4日、DDT名古屋国際会議場大会で電流爆破を初体験。試合後対戦相手であった大仁田厚へ直訴した際に意気を買われ、大仁田とタッグを組んで電流爆破戦を行う機会が増加する。
- 2024年1月14日、DDT鶴見青果市場大会で大仁田とのタッグで坂口征夫・岡谷英樹組を破りアジアタッグ王座を戴冠。
- 2024年2月14日、リングネームを本名から「To-y」に変更。

## 得意技
不思議の国の小嶋〜コジマワンダーランド〜
フルネルソンバスター
三角絞め
青木真也より伝授。
レッグラリアート

## タイトル歴
DDTプロレスリング
- KO-Dタッグ王座
  - 第85代（パートナーはMAO）[1]
- KO-D10人タッグ王座
  - 第8代（パートナー：勝俣瞬馬&上野勇希&MAO&青木真也）
  - 第10代（パートナー：中村圭吾&高鹿佑也&石田有輝&須見和馬）
- アイアンマンヘビーメタル級王座
  - 第1596（グレート・コジ）、1632、1635代
- D GENERATIONS CUP 優勝（2024年）

全日本プロレス
- アジアタッグ王座
  - 第122代（パートナー：大仁田厚）

## 人物・エピソード
- 「斗偉」の名前は漫画『TO-Y』の愛読者であった父が命名した[2]。ローマ字表記についてもデビュー当時の「TOI KOJIMA」から「TOY」に変更している。
- デビューを前に秋山準から直接指導を受けるなど将来を嘱望される[3]。その秋山からは勝俣瞬馬とのEXTREME選手権試合（2023年5月3日・横浜武道館、通常のTLC戦において「テーブル」に代わり「トイ（おもちゃ）」を使用する形式）にて一方的に公認凶器として使用されるも、試合中小嶋が秋山へ反旗を翻したことによって敗戦している[4]。
- 「大嶋」などと名前を間違えられると「小嶋だよ！」と大きな声でブチ切れる。
- レスラーらしからぬおっとりした声質と話し方だが、CyberFight Festival 2022の記者会見において岡田欣也の煽りに対して「しょーもな」と吐き捨てるなど気の強い一面も持つ[5]。
- 2023年11月19日、エディオンアリーナ大阪第2競技場大会にて小嶋の化身「グレート・コジ」がグレート・ニタとともに登場。大会終盤にはMAOを急襲しアイアンマンヘビーメタル級王座を奪取した（第1596代）[6]。

## 入場曲
- Hurley / D.T、坂下紳二郎
  - 2023年6月3日のラジアントホール大会より使用。
- All I Want / The Offspring
  - 初代入場曲。

## 出演

### TV
- TBSテレビ「マツコの知らない世界」 『サウナ旅の世界』プレゼンター 2022年6月21日

### CM
- NTT Docomo U30ロング割『U30ロングプロレス』篇（2022年2月、NTTドコモ）[7]